# Historia de la Guardia del Palacio de Gobierno del Perú
La función de Guardia del Palacio de Gobierno del Perú ha correspondido a los Cuerpos de Infantería en la República, en el siglo XIX hasta 1919, fueron los Batallones de Infantería del Ejército de Línea alternando con la infantería de los Cuerpos Policiales Guardia Civil y Gendarmería; en 1919 tal función fue otorgada al Batallón de Gendarmes de Infantería “Guardia Republicana”, asumiendo en 1924 dicha función el Batallón de Ametralladoras de Palacio (integrado en un comienzo por Gendarmes de Infantería los cuales, desde 1934, serían reemplazados por Guardias de Infantería del Cuerpo de Seguridad hasta 1939 pues en 1940 se crea el Destacamento de Ametralladoras de Palacio, 23-CGC desde 1944, integrado por Guardias de Infantería de la Guardia Civil, la cual tuvo esta función hasta 1969). Mientras la Seguridad del Palacio fue responsabilidad de los Cuerpos Policiales, la función de Guardia de Honor, desde que fuera inaugurado en 1938 el nuevo palacio de gobierno, fue entregada a un Regimiento de Dragones (infantería a caballo) del Ejército del Perú, no obstante, en 1987, el presidente Alan García Pérez, rompió, por poco más de 25 años, la tradición al reemplazar a los Dragones (infantería montada) por los Húsares de Junín (caballería ligera), sin embargo la tradición rota por García ha sido restaurada el 27 de julio de 2012 durante el gobierno de Ollanta Humala Tasso.

## Antecedente
La Compañía de Alabarderos de la Guardia Real de Infantería del Virrey, cuya misión era dar seguridad y protección al Representante del rey de España en el Perú, es el primer precedente de esta función policial especial y fue uno de los precursores institucionales de lo que es la Seguridad del Estado.

### Compañía de Alabarderos de la Guardia Real de Infantería del Virrey

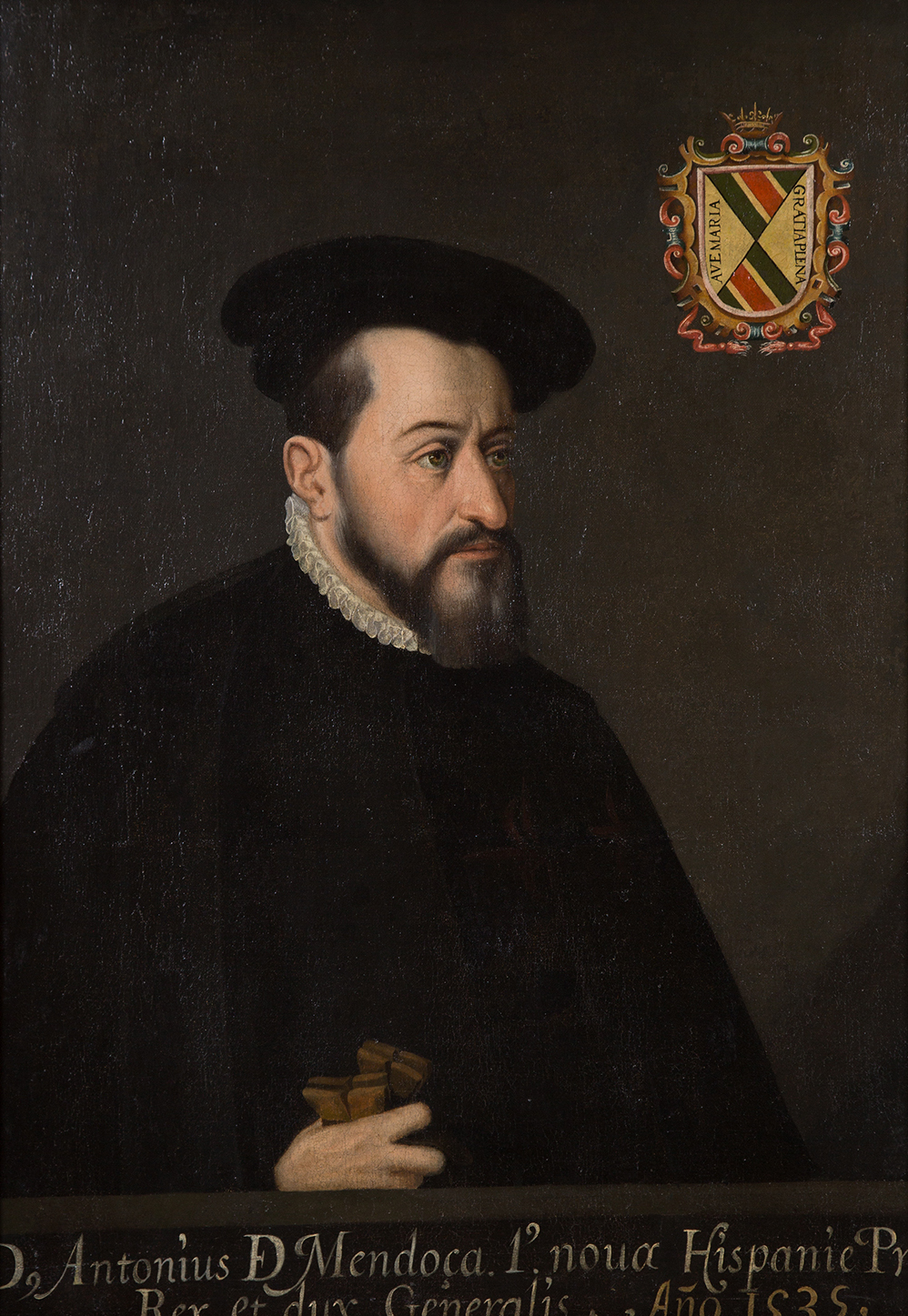
Virrey Antonio de Mendoza, creador de la Compañía de Alabarderos de la Guardia Real de Infantería del Virrey

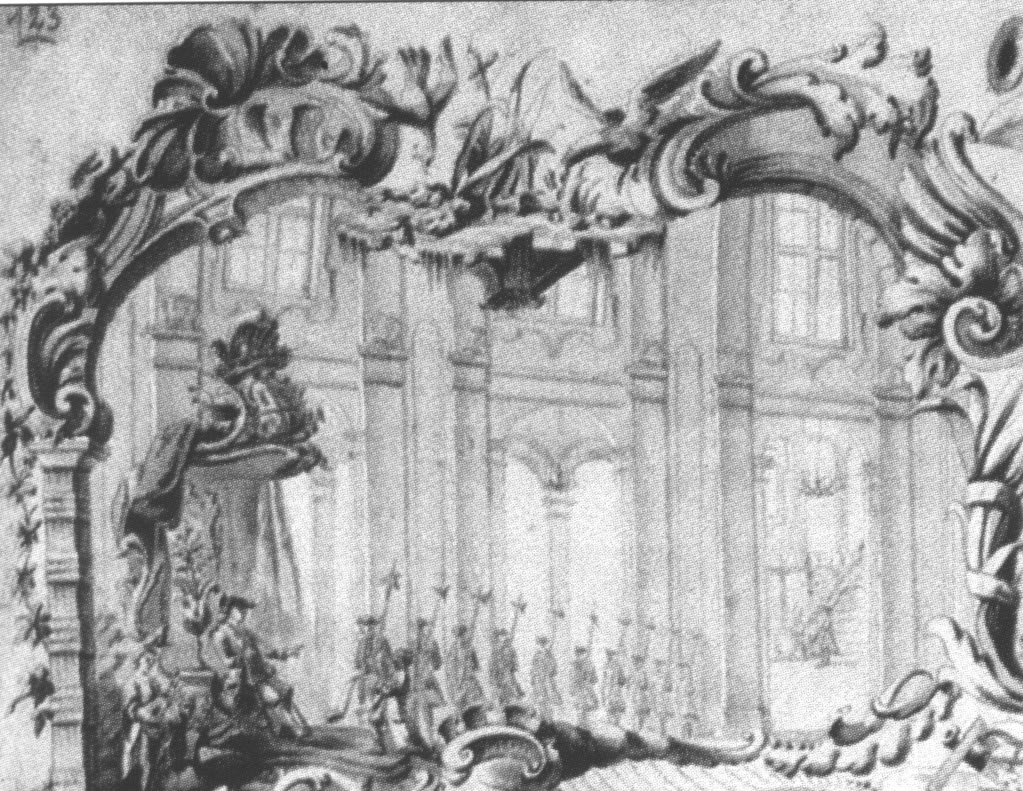
Aspecto interior del Palacio Virreinal de Lima, en el cual puede observarse a los Alabarderos de la Guardia Real de Infantería, y el trono del Virrey del Perú

La Compañía de Alabarderos de la Guardia Real de Infantería del Virrey fue creada por el virrey Antonio de Mendoza, en 1551 y desde el siglo XVI tenía como misión el resguardo de la persona del virrey, también cumplía labores de cuidado del orden público e intervendrían contra bandoleros y cimarrones.
Por Reales Cédulas expedidas, respectivamente, en Aranjuez y Madrid el 27 de mayo y el 28 de diciembre de 1568, “teniendo consideración a la autoridad de los cargos de Virreyes de las Indias y calidad de sus personas”, creó Felipe II para el “ornato y acompañamiento” de los del Perú y Nueva España, una guardia de soldados “alabarderos”, a semejanza de los que custodiaban la real persona en la Corte. Componíase la de Nueva España de un capitán, un subteniente, tres cabos y veinte plazas.
Al virrey del Perú se le concedió una Guardia mayor que al de Nueva España: un capitán y cincuenta soldados.
Las obligaciones de la Guardia consistían, como se indica en la cédula de la creación, en acompañar y cuidar del Virrey en casi todos sus actos públicos y privados, desde que llegaba a hacerse cargo del gobierno, hasta que dejaba el mando.
De esta manera para la precisa ostentación que exigía la vasta autoridad del virrey del Perú había dos compañías de guardias; una de caballería, creada en 1557, con la fuerza de 147 plazas, y que se redujo a un capitán y 24 hombres, en 1784; y una de alabarderos creada en 1551, y que se redujo también en 1784 a un capitán y 24 hombres. Estos últimos hacían la guardia en los salones de Audiencia a la persona del Virrey, cuando salía en público o pasaba a las piezas de los Tribunales La de caballería hacia la guardia en la puerta principal de Palacio y acompañaba al Virrey, cuando salía, con un piquete de cuatro hombres que iban delante del coche, y otros cuatro detrás.
La protección del virrey del Perú, de su casa y familia estaba a cargo de la llamada Compañía de Gentiles Hombres Lanzas y Arcabuces, que era lo más parecido a una guardia palaciega. Este contingente se formó en tiempos del virrey Andrés Hurtado de Mendoza, marqués de Cañete, y estaba conformado por ciento setenta (170) individuos (Andrés Hurtado de Mendoza levantó dos compañías de lanzas y arcabuces de a caballo, para la guarda del Reino, con que acabó de refrenar las antiguas sediciones, y consignó ciento doce mil patacones para su paga de tributos vacos; y para la guarda de su persona otra de alabarderos a pie.). Pertenecer a esta guardia palaciega daba importantes privilegios a sus miembros como el ser equiparados con los hidalgos, sentarse junto a los nobles en los actos oficiales y gozar de inmunidad ante la autoridad. Ser capitán de los gentiles hombres lanzas y arcabuces era tener un puesto de importante jerarquía. En 1615, cuando se encontraba el Perú bajo el gobierno del príncipe de Esquilache, esta compañía fue disuelta legalmente, aunque los documentos aun las mencionan hasta bien entrado el siglo XVIII, pues los gentiles hombres se ofrecieron a trabajar sin sueldo a cambio de que se les mantuviera sus privilegios.
Durante el gobierno del virrey Francisco de Toledo la Guardia Virreinal tenía 50 Arcabuceros y 800 Alabarderos formándose compañías con estos efectivos. Al finalizar el siglo XVI había en Lima ocho compañías de a pie con un efectivo de 880 soldados. Al comenzar el siglo XVII estas compañías fueron disueltas debido a problemas económicos quedando sólo la compañía de Alabarderos, que mantuvo su función de Guardia Virreinal. Esta situación se mantuvo hasta el siglo XVIII, por aquel entonces las reformas Borbónicas fomentaron la organización de cuerpos militares. 
En la primera mitad del siglo XVIII, el control público en Lima estaba a cargo de las tropas del rey y las milicias; los primeros se dividían en tres: la guardia de palacio, destinada a acompañar al virrey en sus salidas y paseos, la caballería y los alabarderos, quienes debían vigilar el orden público, controlar la conducta de los pobladores y también apoyar a la Real Audiencia en sus diligencias diarias.
El uniforme de los Alabarderos de la Guardia del Virrey del Perú ha variado según la época, cuando el virrey Francisco de Toledo llegó a Lima los Alabarderos vestían lujosos uniformes amarillos, negros y rojos y en el siglo XVIII vestían casaca azul, pantalón corto y sombrero de tres picos, que cubría la peluca recogida en moño, llamada coleta; además de la alabarda estaban armados con espada. Cuando el Teniente de la Marina Real de España Antonio de Ulloa volvió a Lima en 1740, el, como militar, admiraba los uniformes de los Alabarderos de la Guardia de Honor del Virrey describiéndolos: “azul con vueltas grana y galoneados de plata”.
En la relación de gobierno del Virrey José Antonio Manso de Velasco, Conde de Superunda, la Guardia Virreinal era descrita de la manera siguiente: 

En el palacio del virrey tiene su cuerpo de guardia y hace el servicio una compañía de 100 hombres de la erección del Callao, y según se ha referido para custodia del palacio y de las reales cajas que en él se guardan, y de la que se destacan dos guardias para la real Casa de la Moneda y la del estanco del tabaco.
La compañía de alabarderos se exigió para guardia y decoro de los virreyes; compónese de un capitán, que la comanda, un ayudante y sesenta y dos plazas del número, con 25 pesos mensuales, inclusos cuatro cabos de escuadra, e importan al año el todo de sus sueldos 19.800 pesos, y se aumenta con 24 alabarderos supernumerarios, que están obligados a concurrir en las salidas públicas y no gozan de sueldo, haciendo méritos para las vacantes.  
La compañía de caballos de la guardia de los virreyes es el principal respeto del gobierno, y se halla acuartelada en la puerta principal del palacio; compónese de un capitán, un teniente y un alférez, cuatro cabos de escuadra, 108 plazas del número con 40 pesos al mes, y 53 supernumerarios, con 25, e importan los sueldos de la compañía 70.860 pesos al año, y de ella se destinan varios soldados para las recaudaciones de la Real Hacienda, y se envían algunos a las cajas foráneas, según parece al virrey, y en esta capital los jueces se valen de estos soldados para hacerse obedecer y que auxilien las providencias que expiden.
La compañía de gentileshombres de lanzas y arcabuces, intitulada de la guardia española de los virreyes, es la más antigua, y tuvo sueldo que se extinguió, y conservando su privilegio prefiere en lugar a la de caballos, que está en actual servicio; y solo se forma al presente cuando salen los virreyes a paseos públicos; consiste en un capitán, un teniente, un alférez un ayudante y 57 soldados, incluso 4 cabos de escuadra.

En la relación de gobierno que el Virrey Manuel Amat y Junyent entrega a su sucesor, la Guardia Virreinal era descrita de la manera siguiente: 

Compañía de Caballería de la Guardia del Virrey.
Integran la compañía un Capitán, un Teniente, un Alférez, un Ayudante, cinco Cabos, un Preboste, ciento cuatro Soldados, veinticinco Soldados agregados y dos Trompetas.
Compañía de Alabarderos de la Guardia y Custodia del Virrey
Forman la compañía un Capitán, un Ayudante, cuatro Cabos de escuadra, cincuenta y cinco Archeros y un Contador.
En 1793 su uniforme era: “casaca y calzón azul, vuelta y chupa encarnada con galón de oro”.
La diferencia de sueldos entre los componentes de ambas compañías era muy importante. Así el Capitán de la compañía de caballería cobraba ciento veinte pesos al mes mientras que el de la de Alabarderos solo cincuenta; el prest mensual del soldado de caballería era de cuarenta pesos mientras que el del Alabardero solo de veinticinco.

En 1793 el uniforme de la Compañía de Caballería de la Guardia del Virrey era: “casaca y calzón azul, vuelta y chupa encarnada con galón de plata”.
Los Alabarderos Reales del Virrey estuvieron presentes durante toda la historia colonial.

## Historia
La guardia de honor y de seguridad del palacio ha recaído sucesivamente en los siguientes Cuerpos Militares y Policiales:
- Cuerpos del Ejército, alternando con la Guardia Civil y la Gendarmería Nacional del Perú (siglo XIX).
- Batallón de Gendarmes de Infantería "Guardia Republicana del Perú" N.º 1.
- 23ª Comandancia de la Guardia Civil del Perú - Batallón de Ametralladoras de Palacio.
- 22ª Comandancia de la Guardia Civil del Perú - Tropas de Asalto - Resguardo Presidencial.
- Regimiento de Caballería de Guardias Dragones “Mariscal Domingo Nieto" Escolta del Presidente de la República
- Regimiento de Caballería "Glorioso Húsares de Junín" N.º 1 - Libertador del Perú

A partir del 2 de febrero del 2012, se reactivó el Regimiento de Caballería de Guardias Dragones “Mariscal Domingo Nieto" Escolta del Presidente de la República,  la cual tiene como misión principal, garantizar la seguridad del presidente de la República y del Palacio de Gobierno. 

### La Guardia de Palacio en la República
En la República, la seguridad de los mandatarios y del Palacio de Gobierno del Perú fue responsabilidad de los Cuerpos del Ejército, alternando estos -cuando se consideraba necesario- con los Cuerpos Policiales, como la Gendarmería Nacional del Perú, cuando el asesinato del expresidente Manuel Pardo y Lavalle en 1878, o la Guardia Civil del Perú, cuando defendió el Palacio de Gobierno del Perú en los momentos que el caudillo Nicolás de Piérola toma el poder en diciembre de 1879.
Columnas de Policía o Guardia Civil del Perú estarían presentes en la defensa del Palacio de Gobierno del Perú cuando las revoluciones de 1884 y 1895.
A comienzos del siglo XX la seguridad del Palacio de Gobierno del Perú estaba a cargo de los batallones del Ejército del Perú pertenecientes a la guarnición de Lima, por ejemplo, cuando, el 29 de mayo de 1909, 25 pierolistas dirigidos por Carlos de Piérola, y los hijos de Don Nicolás de Piérola, Javier y Amadeo, y un grupo menor dirigido por Orestes Ferro, intentaron un audaz golpe, que recuerda al de los almagristas contra Pizarro, y atacaron el palacio capturando al presidente Leguía que se negó a renunciar, la seguridad del Palacio de Gobierno estaba en ese momento a cargo de una Sección del Batallón de Infantería N.º 3.
Pero la relación entre los cuerpos policiales y la seguridad de quienes ejercen la conducción del país y de la sede que ocupan, se haría más patente pasados los 19 primeros años del siglo XX.

### Regimiento "Guardia Republicana"

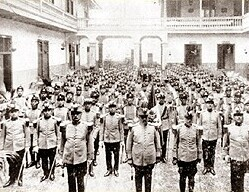
Batallón de Gendarmes de Infantería "Guardia Republicana del Perú" N.º 1 en su cuartel de la calle "Sacramentos de Santa Ana" en los Barrios Altos - Cercado de Lima - Perú.

Durante su segundo gobierno, el presidente de la República don Augusto Bernardino Leguía Salcedo, a sugerencia del General del Ejército del Perú Gerardo Álvarez, quien estando en París pudo apreciar los importantes y eficientes servicios que cumplía en la República Francesa una institución denominada “Legión de la Guardia Republicana”, por la Resolución Suprema del 7 de agosto de 1919 dispuso, emulando a la Guardia Republicana Francesa, que el Batallón de Gendarmes de Infantería N.º 1 se denominara Batallón de Gendarmes de Infantería "Guardia Republicana del Perú" N° 1, el cual debería tener las mismas funciones que la Guardia Republicana de París ya que fue creada a su imagen y semejanza, dándole como misión la seguridad de los establecimientos y servicios públicos, "la seguridad del Palacio de Gobierno y el Congreso de la República".
La sede del Batallón de Gendarmes de Infantería "Guardia Republicana del Perú" N° 1 continuó siendo el Cuartel "Sacramentos de Santa Ana" en los Barrios Altos, su primer Jefe fue el Sargento Mayor Florentino Bustamante, quién venía ejerciendo el comando del Batallón de Gendarmes de Infantería N.º 1 desde el 9 de julio de 1919 y continuó como jefe de dicho Batallón hasta el 30 de septiembre de 1923.
Durante el gobierno del presidente David Samanez Ocampo y Sobrino se intentó unificar, en 1931, a la Guardia Civil y Policía con la Guardia Republicana convirtiéndose el Regimiento "Guardia Republicana" en el 2.º Regimiento de Infantería del Cuerpo de Seguridad de la República.
Cuando el 8 de diciembre de 1931 asumió la presidencia de la República el comandante EP Luis Miguel Sánchez Cerro, procedió, ese mismo día, a firmar el decreto supremo de la reorganización de la Guardia Republicana del Perú y a la devolución de su bandera de guerra, volviendo el Regimiento "Guardia Republicana del Perú" a ser la Guardia Presidencial de Infantería del Palacio de Gobierno hasta poco tiempo después del asesinato del Presidente Luis Miguel Sánchez Cerro ocurrido el 30 de abril de 1933.
En la época de Sánchez Cerro la Guardia Presidencial peruana la constituía un Regimiento de Gendarmes de Infantería (Guardia Republicana) y un Regimiento de Dragones del Ejército (Regimiento de Caballería "Escolta del Presidente").

### Unidades de la Guardia Civil
El presidente Augusto B. Leguía, con Resolución Suprema emitida el 22 de febrero de 1924, formó un Batallón de Ametralladoras, cuerpo formado por Gendarmes, para seguridad del Palacio de Gobierno y con funciones de resguardo del orden público, al mando del Mayor Teodosio Alejandro Solís y el 16 de junio de 1930 el Batallón de Ametralladoras de Palacio se transforma en unidad mecanizada.
El 5 de septiembre de 1930 el Batallón de Ametralladoras de Palacio es desactivado por la junta militar presidida por el Comandante EP Luis Miguel Sánchez Cerro, disponiendo este el pase de aquella unidad al Ministerio de Guerra, pretextando que el orden estaba asegurado, sin tener en consideración que esta era una Unidad destinada a prestar servicio policial de seguridad al Presidente de la República, al personal que está a sus órdenes y a las instalaciones del Palacio de Gobierno.
Después del asesinato del Presidente Luis Miguel Sánchez Cerro ocurrido el 30 de abril de 1933 el Batallón de Ametralladoras de Palacio es reactivado con el nombre de Compañía de Ametralladoras de Palacio y para 1934 los integrantes de esta Unidad serían miembros del personal policial proveniente del Cuerpo de Seguridad de la República.
Desde 1940 la responsabilidad de cuidar al Presidente de la República así como las instalaciones del Palacio de Gobierno del Perú fue asumida por el Destacamento de Ametralladoras de Palacio, formado por miembros de la Guardia Civil, nombre que mantiene hasta enero de 1944 en que se funda la 23.ª. Comandancia de la Guardia Civil – Batallón de Ametralladoras que hasta 1969 tuvo a su cargo la custodia del jefe de Estado, pasando luego a cumplir las funciones de Servicio Policial Básico teniendo como jurisdicción la comprendida en el distrito del Rímac, asumiendo el Regimiento de Caballería de Guardias Dragones "Mariscal Domingo Nieto" Escolta del Presidente de la Republica la función de Guardia de Seguridad del Palacio de Gobierno en reemplazo de dicha Unidad Policial.
Durante varios años, hasta el 15 de mayo de 1987, la 22.ª. Comandancia de la Guardia Civil del Perú - Batallón de Asalto, tuvo la función de Resguardo Presidencial. El presidente Alan García dispuso su reemplazo por el Batallón de Policía Militar N.º 501, con sede en el Fuerte "General de División EP Rafael Hoyos Rubio" (llamado antes Fuerte "Rímac"), el cual tuvo esta función hasta poco tiempo después de finalizado el gobierno de Alan García.

### Unidades de la Policía Nacional
El paso del tiempo y las nuevas exigencias presentadas en la especialización policial de protección de dignatarios harían necesaria la creación de una nueva Unidad Policial destinada a la protección, no solo del Presidente de la República, sino de las personalidades que ocupan cargos de importancia en el gobierno, apareciendo de esta manera la Dirección de Seguridad del Estado, Unidad de la Policía Nacional del Perú, que, a través de su División de Seguridad Presidencial, actualmente cumple las antiguas funciones de la otrora Sección de Resguardo Presidencial de la antigua Brigada de Investigación y Vigilancia (antecesora del C.I.V. y de la P.I.P.) que era la Unidad que proporcionaba seguridad y protección permanente al Señor Presidente de la República.
En la actualidad los alrededores del Palacio de Gobierno del Perú son resguardados por miembros del Departamento de Control de Disturbios - Asalto de la Policía Nacional del Perú Unidad Policial que tiene como antecesora a la 22.ª. Comandancia de la Guardia Civil del Perú – Batallón de Asalto y Unidad de Resguardo Presidencial

### Regimiento de Caballería de Guardias Dragones "Mariscal Domingo Nieto" Escolta del Presidente de la República
Desde su creación en 1904 hasta el jueves 5 de marzo de 1987, fecha en que fue reemplazado por el Regimiento de Caballería "Glorioso Húsares de Junín" N.º 1 – Libertador del Perú (creado por José de San Martín), el Regimiento de Caballería "Mariscal Domingo Nieto" Escolta del Presidente de la República del Perú, unidad de Dragones, perteneciente al Ejército del Perú y dependiente de la Casa Militar del Palacio de Gobierno, realizaba la función de Guardia Montada del Presidente de la República del Perú y, desde fines de la década del 30 del siglo XX, de Guardia de Honor del Palacio de Gobierno del Perú -o de la Casa de Pizarro, nombre con el que también se le conoce- cumpliendo, además, funciones protocolares.
La Resolución Ministerial No 139-2012/DE/EP del 2 de febrero de 2012, firmada en el gobierno de Ollanta Humala Tasso, aprueba y autoriza la reactivación del Regimiento de Caballería "Mariscal Domingo Nieto" Escolta del Presidente de la República devolviéndole sus funciones primigenias, habiéndose efectivizado esas funciones el 27 de julio de 2012 fecha en que el Regimiento de Caballería "Glorioso Húsares de Junín" N.º 1 es relevado por los Dragones de la Guardia del Regimiento de Caballería "Mariscal Domingo Nieto" Escolta del Presidente de la República.

### Regimiento de Caballería "Glorioso Húsares de Junín" N.º 1 - Libertador del Perú
En febrero de 1987 el entonces presidente Alan García, ordenó que se le dé un «carácter peruanista» a la guardia presidencial que desde 1904 estaba constituida por el Regimiento de Caballería «Mariscal Domingo Nieto», creado por sugerencia de la Primera Misión Militar Francesa que en 1896 reorganizó al Ejército Peruano, y cuyos uniformes García consideraba similares a los usados por los Dragones de la Guardia Republicana de Francia. Para ello, escogió al Regimiento de Caballería Glorioso «Húsares de Junín N° 1» - Libertador del Perú como su escolta presidencial.

### Otras unidades históricas de las Fuerzas Armadas y Policía Nacional del Perú que desde 2007 realizan el Cambio de Guardia
En el verano de 2007 y a sugerencia de su ministro de Defensa, embajador Allan Wagner Tizón, el presidente García Pérez, dispone que en la tradicional ceremonia diaria del cambio de guardia participen las Unidades históricas de las Fuerzas armadas del Perú, las cuales alternarían, cada semana, con los Húsares de Junín, siendo la primera en entrar al patio de honor de Palacio de Gobierno del Perú, el martes 23 de enero de 2007, la Compañía de Infantería de Marina "Capitán de Navío AP Juan Fanning García", Unidad de la Marina de Guerra del Perú creada en 1984. El lunes 29 de enero de 2007 el Grupo de Operaciones Terrestres (GRUOT) de la Fuerza Aérea del Perú ingresó al patio de honor de Palacio de Gobierno del Perú, habiendo participado por varios meses en dicha ceremonia siendo reemplazado por la 72.ª Escuadrilla - Sección de Paracaidistas de la Fuerza Aérea del Perú, que fue creada en 2007 y que hizo su aparición en la Parada Militar del 29 de julio de 2007. Finalmente, el 5 de febrero de 2007, la Compañía "Inspector de Guardias Mariano Santos Mateos" de la Policía Nacional del Perú, creada en 2002 y que hizo su aparición en la Parada Militar del 29 de julio de 2002, ingresó al patio de honor de Palacio de Gobierno del Perú. No obstante los Húsares de Junín seguirían montando guardia diariamente en las instalaciones del Palacio de Gobierno del Perú hasta el 27 de julio de 2012.
Desde el mes de febrero de 2012, el presidente Ollanta Humala dispone que los 15 y 30 de cada mes, el relevo de la guardia de Palacio de Gobierno sea a caballo (lo que se realiza hasta el momento, a semejanza al relevo de la guardia real del Palacio Real de Madrid - España), lo cual lo realiza el Regimiento de Caballería "Mariscal Domingo Nieto" Escolta del Presidente de la República.